# 基耶斯-达尔帕戈
基耶斯-达尔帕戈（義大利語：Chies d'Alpago），是意大利威尼托大区贝卢诺省的一个市镇。总面积44平方公里，人口1454人，人口密度33.0人/平方公里（2009年）。国家统计（ISTAT）代码为025012。